# キ71 (航空機)
キ71は、日本陸軍によって試作された地上攻撃機（襲撃機）兼偵察機である。設計は陸軍航空技術研究所。九九式襲撃機の性能向上型として試作されたが、開発途中の昭和18年後半に、陸軍は軍偵察機を廃止し軍偵戦隊を戦闘機戦隊に改編することを決定したため、キ71は試作中止となった。

## 概要
昭和15年5月に制式兵器として制定された キ51（九九式襲撃機）は機動性、稼働率とも優秀だったため、昭和15年にキ51の発動機をハ112に換装し、脚を引き込み式としたキ71が計画され、昭和16年1月23日に航技秘第98号で試作指示された。
設計は、陸軍航空技術研究所内におかれていた満州飛行機の設計特別班が行い、陸軍航空工廠で試作機3機を製作した。
九九式襲撃機からの一番大きく改修された点は、主脚を油圧式の引き込み式にしたことであった。主脚を格納するために、主翼の形状も改められた。また尾輪も引き込み式になっていた。エンジンは九九式襲撃機のハ26から、より強力なハ112に換装された。このことにより機体の重心位置が変わってきたが、エンジン支持架の長さを変更することで対応した。主翼内の機関銃は12.7mm機関銃を装備することになっていたが、試作機では装備されていなかった。
昭和16年に試作機が完成しテストが行われた。テストの結果はエンジン換装と引き込み脚の採用により速度性能は向上したものの、重量増加により性能は期待されたほど向上せず、前述の軍偵戦隊の戦闘機戦隊への改編の影響もあり不採用に終わった。製造機数は3機である。

## スペック
- 全長：9.21 m
- 全幅：12.10 m
- 全高：3.73 m
- 主翼面積：24.8 m2
- 重量：2,225 kg
- 全備重量：3,169 kg
- 発動機：ハ112 × 1
- 出力：1,300 hp
- 最大時速：470 km/h
- 航続力：不明
- 武装
  - 12.7mm 機関銃 × 2
  - 7.7mm 機関銃 × 1
  - 爆弾200 kg 〜2 50 kg